# Falla
För andra betydelser, se Falla (olika betydelser).
Falla är en tätort i Finspångs kommun cirka 3 km söder om Finspång. 
Falla har sitt ursprung från gamla gårdar såsom Falla, Rörstorp och Gullerstorp. 

## Befolkningsutveckling
| Befolkningsutvecklingen i Falla 1960–2020 | Befolkningsutvecklingen i Falla 1960–2020 | Befolkningsutvecklingen i Falla 1960–2020 | Befolkningsutvecklingen i Falla 1960–2020 | Befolkningsutvecklingen i Falla 1960–2020 |
| ----------------------------------------- | ----------------------------------------- | ----------------------------------------- | ----------------------------------------- | ----------------------------------------- |
|                                           |                                           |                                           |                                           |                                           |
| År                                        |                                           |                                           | Folkmängd                                 | Areal (ha)                                |
| 1960                                      | 1960                                      |                                           | 258                                       |                                           |
| 1965                                      | 1965                                      |                                           | 293                                       |                                           |
| 1970                                      | 1970                                      |                                           | 424                                       |                                           |
| 1975                                      | 1975                                      |                                           | 512                                       |                                           |
| 1980                                      | 1980                                      |                                           | 492                                       |                                           |
| 1990                                      | 1990                                      |                                           | 489                                       | 69                                        |
| 1995                                      | 1995                                      |                                           | 463                                       | 69                                        |
| 2000                                      | 2000                                      |                                           | 454                                       | 71                                        |
| 2005                                      | 2005                                      |                                           | 463                                       | 72                                        |
| 2010                                      | 2010                                      |                                           | 467                                       | 71                                        |
| 2015                                      | 2015                                      |                                           | 464                                       | 65                                        |
| 2020                                      | 2020                                      |                                           | 448                                       | 74                                        |
|                                           |                                           |                                           |                                           |                                           |

## Kommunikationer
Falla trafikeras av Östgötatrafikens busslinjer 50